# قهوه‌ای تیره
قهوه‌ای تیره یکی از رنگ‌های سنتی ژاپنی است که از سال ۶۶۰ پس از میلاد در قالب رنگهای مختلف در طراحی کیمونو استفاده می‌شود.